# Newborn (monument)
Format:Infobox historic site
Newborn este o sculptură tipografică și atracție turistică din Priștina, Kosovo. Acesta este situat în fața Palatului Tineretului și Sportului, A fost dezvelită la 17 februarie 2008, ziua în care Kosovo și-a declarat în mod oficial independența față de Serbia. Monumentul este format din cuvântul în limba engleză „Newborn” cu majuscule, care au fost pictate în galben strălucitor când a fost dezvelită sculptura pentru prima dată. Monumentul a fost pictat mai târziu cu steagurile statelor care au recunoscut Kosovo. La dezvelirea monumentului, a fost anunțat că va fi pictat diferit la aniversarea zilei de mișcare a independenței din Kosovo în fiecare an. Monumentul a atras atenția presei internaționale care raportează declarația de independență a mișcării kosovare și a fost prezentat în mod proeminent pe prima pagină a The New York Times.

## Context
Newborn a fost proiectat și creat într-o colaborare între designerul kosovar Fisnik Ismaili și agenția de creație Ogilvy Kosova. După finalizarea și aprobarea proiectului, monumentul a fost creat și instalat în numai 10 zile. Fisnik Ismaili a absolvit liceul în Kosovo când încă făcea parte din Serbia. A continuat să studieze la Universitatea din Westminster și la Universitatea Robert Gordon, obținând diplome în informatică, comunicații corporative și relații publice. Ismaili s-a întors în Kosovo după ce și-a încheiat studiile și a luptat într-o unitate de gherilă a KLA sau Armata de Eliberare din Kosovo. La dezvelire, monumentul a fost semnat de președinte și premierul Kosovo, urmat de 150.000 de cetățeni care își sărbătoresc independența.

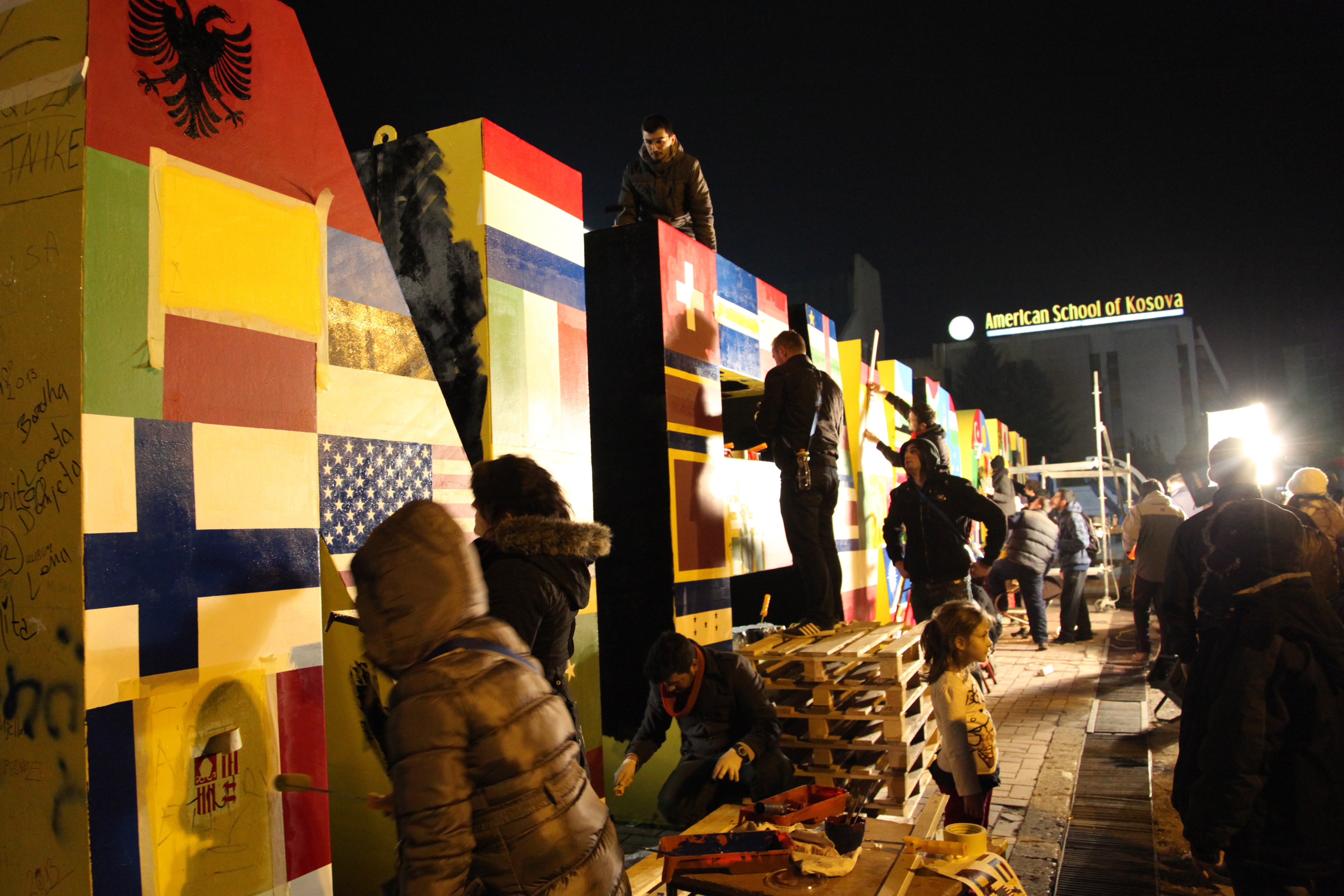
Repictarea steagurilor recunoscătoare înainte de a cincea aniversare a independenței.

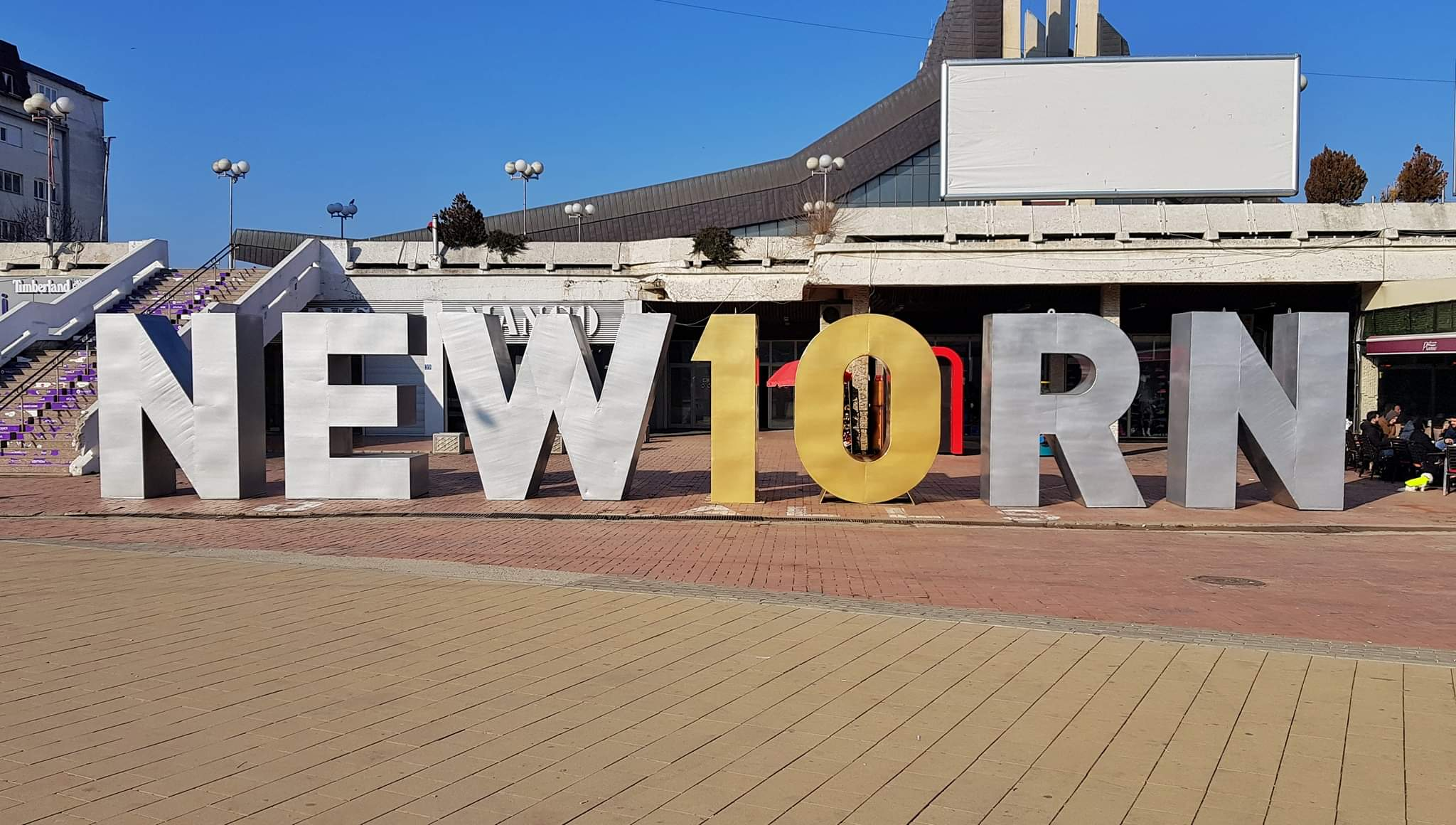
Monumentul Newborn în 2018, în comemorarea celei de-a zecea aniversări a independenței Kosovo, cu un „10” în cadrul monumentului în locul literei „B” în cuvânt.

Cu o greutate de 9 tone, dimensiunile nou-născutului sunt de 10 picioare (3,0 m) cu 79 picioare (24 m) cu 3 picioare (0,91 m), setat cu caractere tip DIN Black.Newborn a fost primul mare monument public care a comemorat independența Kosovo. Acesta a fost construit în zece zile de lucru non-stop.
„Newborn” a fost ales ca un singur cuvânt în limba engleză pentru puterea de a descrie nașterea unei noi țări, conotațiile sale pozitive, ușurința de înțelegere a vorbitorilor de limba engleză nativă și potențialul de a prezenta Kosovo ca o țară nouă, contemporană, la modă. Culoarea galbenă a fost aleasă în combinație cu bannerele albastre și sloganurile de susținere pentru a reprezenta atât culorile noului steag din Kosovo, cât și cele UE. Designul a fost ales din mai multe motive. Este un cuvânt simplu, ușor de înțeles și ușor de tradus cu o varietate de sensuri. Reprezintă mândria națională pe care poporul kosovar o simțea că și-a câștigat libertatea și s-a stabilit în cel mai nou stat din lume. Sloganurile pe care le-au difuzat presele din Kosovo în urma dezvăluirii reprezintă multitudinea de semnificații ale cetățenilor din monument. Acestea includ: "NEW life is BOEN", "NEW hope is BORN", "NEW future is BORN" și „NEW country is BORN”.

## Aclamatie internationala
Monumentul cu steagurile (sugerat de Enis Hyseni) a câștigat premii în șase competiții internaționale majore la categoria design. Silver Clio Award a fost decernat la cel de-al 49-lea festival al premiilor Clio pentru motivarea comportamentului uman în moduri semnificative, prestigiosul Leu de aur de la Cannes a fost decernat la cel de-al 55-lea Festival anual de publicitate internațional Cannes Lions, Eurobest European Advertising Festival Festival Silver Award, Golden Drum Grand Prix și finalist LIA (London International Awards), premiate toate în 2008 și premiul Meritul One Club acordat în 2009. Pictura din nou a monumentului a fost finalistă selectată la 54. Festivalul Premiilor Clio din 2013.
Lucrarea de proiectare a fost folosită și în cărți pentru a ilustra procesul de proiectare și dezvoltarea conceptului de proiect, precum și utilizarea FF DIN Typeface, deși autorul tipografiei, designerul olandez Albert-Jan Pool, a declarat de mai multe ori că el condamnă utilizarea muncii sale în astfel de circumstanțe.

## Vezi și
- Independența Kosovo
- Istoria Kosovo